# Döbern
Döbern (pronunciación en alemán: /ˈdøːbɐn/ⓘ) es un municipio situado en el distrito de Spree-Neiße, en el estado federado de Brandeburgo (Alemania), a una altura de 150 metros. Su población a finales de 2016 era de 3000 habs. y su densidad poblacional, 200 hab/km².